# Ed Kelly (Musiker)
Edwin „Ed“ Kelly (* 4. Oktober 1935 in Wharton (Texas); † 4. Februar 2005 in Oakland) war ein US-amerikanischer Jazz-Pianist, Organist und Lehrer.

## Leben und Wirken
Ed Kelly galt als legendäre Figur in der Jazzszene von Oakland und der San Francisco Bay Area. Seine musikalischen Wurzeln liegen in der Gospelmusik; erste Auftritte hatte er als Pianist in der Kirche seines Vaters in Texas. Als er acht Jahre alt war, zog seine Familie nach Oakland, wo er zeitlebens (bis auf seinen Wehrdienst, den er in Fort Devens, Massachusetts ableistete und Teile seiner Studienzeit) arbeitete. Nach einer Ausbildung am Konservatorium von San Francisco absolvierte er sein Studium an der University of the Pacific, am Berklee College of Music und an der California State University, Hayward.
Lange Zeit war er als Lehrer am Laney College tätig, wo er Jazz-Camps leitete. Zu seinen Schülern gehörte u. a. Michele Rosewoman. Er spielte mit John Handy und Bobby Hutcherson. Daneben trat er mit in Nordkalifornien gastierenden Musikern wie Nat Adderley, Jimmy Witherspoon, Sonny Stitt, Roland Kirk, Milt Jackson, Dexter Gordon, Bobby McFerrin und Abbey Lincoln auf und wirkte bei Plattenaufnahmen von Michael White (Land Of Spirit And Light, Go With The Flow), Art Pepper (Renascence, 1975), Bruce Forman, Robert Stewart und des Sängers Sugar Pie DeSanto mit. Zusammen mit Pharoah Sanders leitete er 1978 eine Session, u. a. mit einem Duett von Sanders/Kelly über Sam Cookes „You Send Me“. Das Album ist – gekoppelt mit weiterem 1992 entstandenem Material Kellys mit lokalen Musikern – auf dem Label Evidence erschienen.

## Preise und Auszeichnungen
Kelly erhielt 1982 den Bammie Award als bester Jazzpianist in der Bay-Region; weiterhin wurde er als bester Jazzkünstler bei den Jay Payton All-Stars Award Presentations 1978, 1986 und 1990 ausgezeichnet. Er wurde 1991 in die Northern California Blues Hall Of Fame aufgenommen. 2002 wurde er auf dem San Francisco Jazz Festivals geehrt.

## Diskographische Hinweise
- Music from the Black Museum (Theresa, 1977)
- Ed Kelly & Pharoah Sanders (Evidence, 1978/1992)
- Ed Kelly & Friend (Theresa)